# Alexandre Angélique de Talleyrand-Périgord
Alexandre Angélique de Talleyrand-Périgord (ur. 18 października 1736 w Paryżu, zm. 20 października 1821 tamże) – francuski kardynał.

## Życiorys
Urodził się 18 października 1736 roku w Paryżu, jako syn Daniela de Talleyrand-Périgorda i Marie-Elisabeth Chamillart de La Suze. Studiował w Paryżu, gdzie uzyskał licencjat z prawa kanonicznego i cywilnego. Około 1761 roku przyjął święcenia kapłańskie. 1 grudnia 1766 roku został tytularnym arcybiskupem Traianopolis i arcybiskupem koadiutorem Reims, a 27 grudnia przyjął sakrę. W 1777 roku zsukcedował archidiecezję Reims. Dwanaście lat później został członkiem Stanów Generalnych. Nie zrezygnował z arcybiskupstwa po konkordacie z 1801 roku, jednak zrobił to piętnaście lat później. W 1815 roku został parem Francji. 27 lipca 1817 roku został kreowany kardynałem prezbiterem, jednak nie otrzymał kościoła tytularnego. W tym samym roku został arcybiskupem Paryża. Zmarł tamże 20 października 1821 roku.